# Västerås
Västerås je grad u središnjoj Švedskoj u županiji Västmanland.
Västerås se nalazi na jezeru Mälaren. U ovom gradu je osnovana prva švedska gimnazija 1623. godine koja i danas ima veliki broj zanimanja kao i učenika zbog svoje tradicije.

## Stanovništvo
Prema podacima o broju stanovnika iz 2009. godine u gradu živi 139.005 stanovnika.

## Vanjske poveznice
- Službena stranica grada

### Ostali projekti
|  | Zajednički poslužitelj ima još gradiva o temi Västerås |